# Pedro Flores García
Pour les articles homonymes, voir Flores, Pedro García (homonymie) et Garcia.
Flores  García est un nom espagnol. Le premier nom de famille, en général paternel, est Flores ; le second, en général maternel, souvent omis, est García.
Pedro Flores García, né le 5 février 1897 à Murcie et mort en 1967 à Paris, est un peintre, aquarelliste, pastelliste, aquafortiste, dessinateur et illustrateur espagnol.

## Biographie
Pedro Flores Garcia naît le 5 février 1897 à Murcie. À la suite de la faillite de l'entreprise familiale, Pedro Flores est autorisé à quitter l'école et à étudier le dessin à l'académie des Amis de Murcie où il obtient le prix du gouvernement de Murcie.
Pedro Flores Garcia meurt le 8 octobre 1967 à Paris.

## Œuvres
Dans son style avant-gardiste, il utilise une géométrie de formes et de plans, réalise des traits épais pour délimiter la figure et renforcer la composition, utilise des couleurs intenses et peint sur différents supports tels que des peintures à l'huile, des gravures, des illustrations et des scénographies.
Quelques œuvres :
- 1916 : Retrato de Josefina Borja Flores
- 1920 : Plaza Belluga, Autorretrato con chaleco, Paisaje con palmeras et Retrato de Mateo
- 1925 : La espera, La santa, Bodegón, Dalias y libros, Mañana de invierno, Bodegón con botella negra et Autorretrato con sombrero.
- 1926 : Matrona del Almudí, Huerto de cipreses, Huerto y Homenaje a Gaya.
- 1927 : Autorretrato.
- 1929 : Retrato de Antonia, Torero y maja, Arlequín y Colombina, Notre Dame, Mujer con niño et Mujer en interior.
- 1930 : Rue Galande, Dos figuras,  Arlequín y su hijo, Le Marché Mouffetard et Rue Montebello.
- 1931 : Dama.
- 1935 : Retrato de Pedro et Mujer sentada.
- 1937 : Retrato de Antonio.
- 1938 : Retrato de su hijo Antonio.
- 1940 : El dandi.
- 1942 : Arlequín, Naturaleza muerta con silla et Mesa con bodegón y tijeras.
- 1943 : Naturaleza muerta con frutero et Bodegón con gallo.
- 1945 : Desnudo.
- 1946 : Naturaleza muerta et Retrato.
- 1947 : Paisaje bretón.
- 1950 : Maja y torero et Retrato de Carlos Ruiz Funes.
- 1962 : Décoration murale du Sanctuaire de La Fuensanta.

Bien que la plupart de ses œuvres se trouvent dans des collections privées, certaines d'entre elles peuvent être vues au Centre Pompidou de Paris, au musée national centre d'art Reina Sofía de Madrid, au musée national de Prague, au musée d'art moderne de Buenos Aires, au musée des beaux-arts de Porto Rico, au musée d'Art contemporain de Caracas, au musée d'Art moderne et d'Art contemporain de Nice, au musée d'Art moderne de Céret, au musée national d'Art de Catalogne à Barcelone et au musée des beaux-arts de Murcie (es).[réf. nécessaire]

## Expositions
- Quelques peintres et sculpteurs espagnols de l'École de Paris - Antoni Clavé, Óscar Domínguez, Pedro Flores García, Celso Lagar, José Palmeiro, Joaquín Peinado, Pablo Picasso, Hernando Viñes, catalogue contenant des poèmes de Paul Éluard enrichis de gravures originales des artistes, Galerie Roux-Henschel, Paris, juin 1945.
- Exposition des peintres espagnols - Francisco Bores, Antoni Clavé, Óscar Domínguez, Pedro Flores García, Honorio García Condoy, Baltasar Lobo, Joaquín Peinado, Pablo Picasso, Manuel Viola..., Prague, 1946.
- Peintures et sculptures des artistes espagnols - Eleuterio Blasco Ferrer (es), Antoni Clavé, Pere Créixams, Óscar Domínguez, Pedro Flores Garcia, Pierre Garcia-Fons, Emili Grau i Sala, Alexis Hinsberger, Baltasar Lobo, Luis Molné, Ginés Parra, Joaquín Peinado, Eduardo Pisano, Andrés Segovia, Xavier Valls…, Galerie Jacques Vidal, Paris, juin 1956.